# كارمي فوركاديل
كارمي فوركاديل (مواليد 29 مايو 1955) سياسية إسبانية من كتالونيا. هي الرئيسة السابقة لبرلمان كتالونيا، فضلاً عن كونها معلمة في مدرسة ثانوية كاتالونية، معروفة بنشاطها الاستقلالية الكاتالونية.
كانت أحد مؤسسي منصة اللغة، ورئيسة الجمعية الوطنية الكاتالونية منذ إنشائها حتى مايو 2015.
في عام 2015 فازت بمقعد في البرلمان الكتالوني كجزء من ائتلاف معا من أجل نعم. بعد ذلك في أكتوبر 2015 تم انتخابها رئيسة لبرلمان كتالونيا، وهو المنصب الذي شغله حتى يناير 2018. منذ مارس 2018 حتى يونيو 2021 سُجنت بتهمة التمرد. في أكتوبر 2019 حكمت عليها المحكمة العليا الإسبانية بالسجن 11 عامًا وستة أشهر وتجريدها من الأهلية في جرائم التحريض على الفتنة واختلاس الأموال العامة. تم إطلاق سراحها في يونيو 2021 بعد عفو حكومي.